# Puchar Ameryki Północnej w snowboardzie 2013/2014
Puchar Europy w snowboardzie w sezonie 2013/2014 to kolejna edycja tej imprezy. Cykl ten rozpoczął się 11 listopada 2013 w Amerykańskim Copper Mountain w zawodach giganta. Ostatnie zawody sezonu zostaną rozegrane między 29-30 marca 2014 w Kanadyjskim Big White.

## Konkurencje
- slalom równoległy (PSL)
- gigant równoległy (PGS)
- Snowcross

## Mężczyźni

### Kalendarz i wyniki
| Lp  | Data              | Miejsce            | Konkurencja | Zwycięzca       | 2. miejsce          | 3. miejsce         |
| 1.  | 11 listopada 2013 | Copper Mountain    | PGS         | Benjamin Karl   | Sylvain Dufour      | Justin Reiter      |
| 2.  | 12 listopada 2013 | Copper Mountain    | PGS         | Roland Haldi    | Andreas Prommegger  | Lukas Mathies      |
| 3.  | 14 listopada 2013 | Copper Mountain    | PSL         | Benjamin Karl   | Sebastian Kislinger | Andreas Prommegger |
| 4.  | 15 listopada 2013 | Copper Mountain    | PSL         | Ingemar Walder  | Benjamin Karl       | Sylvain Dufour     |
| 5.  | 18 grudnia 2013   | Steamboat Springs  | PSL         | Darren Gardner  | Aaron Muss          | Justin Reiter      |
| 6.  | 19 grudnia 2013   | Steamboat Springs  | PGS         | Darren Gardner  | Matthew Carter      | Steve Barlow       |
| 7.  | 3 stycznia 2014   | Buck Hill          | PSL         | Aaron Muss      | Sebastien Beaulieu  | Steven Maccutcheon |
| 8.  | 4 stycznia 2014   | Buck Hill          | PSL         | Aaron Muss      | Jack Taylor         | Jack Keating       |
| 9.  | 22 stycznia 2014  | Holiday Valley     | PGS         | Steve Barlow    | Darren Gardner      | Matthew Carter     |
| 10. | 23 stycznia 2014  | Holiday Valley     | PSL         | Darren Gardner  | Sebastien Beaulieu  | Indrik Trahan      |
| 11. | 25 stycznia 2014  | Ontario            | PGS         | Darren Gardner  | Indrik Trahan       | Matthew Carter     |
| 12. | 26 stycznia 2014  | Ontario            | PSL         | Aaron Muss      | Matthew Carter      | Steven Maccutcheon |
| 13. | 29 stycznia 2014  | Mont-Tremblant     | Snowcross   | Roger Carver    | Michael Perle       | Tyler Jackson      |
| 14. | 30 stycznia 2014  | Mont-Tremblant     | Snowcross   | Thomas Pitman   | Tyler Jackson       | Michael Perle      |
| 15. | 5 lutego 2014     | Copper Mountain    | Snowcross   | Michael Perle   | James Harris        | Danny Bourgeois    |
| 16. | 6 lutego 2014     | Copper Mountain    | Snowcross   | Michael Perle   | James Harris        | Rollie Zagnoli     |
| 17. | 15 lutego 2014    | Le Relais          | PGS         | Darren Gardner  | Indrik Trahan       | Michael Trapp      |
| 18. | 16 lutego 2014    | Le Relais          | PSL         | Indrik Trahan   | Converse Fields     | Darren Gardner     |
| 19. | 22 lutego 2014    | Big White          | Snowcross   | Michael Perle   | Baptiste Brochu     | James Harris       |
| 20. | 23 lutego 2014    | Big White          | Snowcross   | Baptiste Brochu | Roger Carver        | Jonathan Chan      |
| 21. | 5 marca 2014      | Sugarloaf          | Snowcross   | Michael Perle   | James Harris        | Hunter Wilson      |
| 22. | 6 marca 2014      | Sugarloaf          | Snowcross   | Michael Perle   | Roger Carver        | James Harris       |
| 23. | 12 marca 2014     | Mont-Tremblant     | PGS         | Steve Barlow    | Indrik Trahan       | Darren Gardner     |
| 24. | 13 marca 2014     | Mont-Tremblant     | PSL         | Michael Trapp   | Indrik Trahan       | Jasey-Jay Anderson |
| 25. | 16 marca 2014     | Beaver Valley      | Snowcross   | Cole Johnson    | James Harris        | Duncan Campbell    |
| 26. | 17 marca 2014     | Beaver Valley      | Snowcross   | Tyler Jackson   | James Harris        | Roger Carver       |
| 27. | 22 marca 2014     | Mount Hood Meadows | Snowcross   | Roger Carver    | James Harris        | Danny Bourgeois    |
| 28. | 23 marca 2014     | Mount Hood Meadows | Snowcross   | Thomas Pitman   | Roger Carver        | James Harris       |
| 29. | 6 kwietnia 2014   | Big White          | Snowcross   |                 |                     |                    |

### Klasyfikacje
| Lp. | Zawodnik | Punkty |
| --- | -------- | ------ |
| 1.  |          |        |
| 2.  |          |        |
| 3.  |          |        |
| 4.  |          |        |
| 5.  |          |        |
| 6.  |          |        |
| 7.  |          |        |
| 8.  |          |        |
| 9.  |          |        |
| 10. |          |        |

| Lp. | Zawodnik | Punkty |
| --- | -------- | ------ |
| 1.  |          |        |
| 2.  |          |        |
| 3.  |          |        |
| 4.  |          |        |
| 5.  |          |        |
| 6.  |          |        |
| 7.  |          |        |
| 8.  |          |        |
| 9.  |          |        |
| 10. |          |        |

## Kobiety

### Kalendarz i wyniki
| Lp  | Data              | Miejsce            | Konkurencja | Zwycięzca         | 2. miejsce                  | 3. miejsce                  |
| 1.  | 11 listopada 2013 | Copper Mountain    | PGS         | Sabine Schöffmann | Marion Kreiner              | Patrizia Kummer             |
| 2.  | 12 listopada 2013 | Copper Mountain    | PGS         | Ester Ledecka     | Marion Kreiner              | Julia Dujmovits             |
| 3.  | 14 listopada 2013 | Copper Mountain    | PSL         | Patrizia Kummer   | Hilde-Katrine Engeli        | Ester Ledecka               |
| 4.  | 15 listopada 2013 | Copper Mountain    | PSL         | Ester Ledecka     | Hilde-Katrine Engeli        | Patrizia Kummer             |
| 5.  | 18 grudnia 2013   | Steamboat Springs  | PSL         | Maggie Carrigan   | Jennifer Hawkrigg           | Lynn Ott                    |
| 6.  | 19 grudnia 2013   | Steamboat Springs  | PGS         | Maggie Carrigan   | Kim A-reum                  | Jennifer Hawkrigg           |
| 7.  | 3 stycznia 2014   | Buck Hill          | PSL         | Maggie Carrigan   | Madeline Wiencke            | Megan Farrell               |
| 8.  | 4 stycznia 2014   | Buck Hill          | PSL         | Madeline Wiencke  | Maggie Carrigan             | Megan Farrell               |
| 9.  | 22 stycznia 2014  | Holiday Valley     | PGS         | Zoe Rubin         | Maggie Carrigan             | Jennifer Hawkrigg           |
| 10. | 23 stycznia 2014  | Holiday Valley     | PSL         | Lynn Ott          | Alexandra Villiard          | Maggie Carrigan             |
| 11. | 25 stycznia 2014  | Ontario            | PGS         | Jennifer Hawkrigg | Megan Farrell               | Rachel Solway               |
| 12. | 26 stycznia 2014  | Ontario            | PSL         | Maggie Carrigan   | Jennifer Hawkrigg           | Megan Farrell               |
| 13. | 29 stycznia 2014  | Mont-Tremblant     | Snowcross   | Zoe Bergermann    | Meghan Tierney              | Meryeta Odine               |
| 14. | 30 stycznia 2014  | Mont-Tremblant     | Snowcross   | Zoe Bergermann    | Tess Critchlow              | Meghan Tierney              |
| 15. | 5 lutego 2014     | Copper Mountain    | Snowcross   | Tess Critchlow    | Carle Brenneman             | Georgia Baff                |
| 16. | 6 lutego 2014     | Copper Mountain    | Snowcross   | Zoe Bergermann    | Meghan Tierney              | Karen Iwadare               |
| 17. | 15 lutego 2014    | Le Relais          | PGS         | Megan Farrell     | Lynn Ott                    | Alexandra Villiard          |
| 18. | 16 lutego 2014    | Le Relais          | PSL         | Megan Farrell     | Alexandra Villiard          | Lynn Ott                    |
| 19. | 22 lutego 2014    | Big White          | Snowcross   | Zoe Bergermann    | Rosina Mancari              | Tess Critchlow              |
| 20. | 23 lutego 2014    | Big White          | Snowcross   | Michelle Brodeur  | Zoe Bergermann              | Tess Critchlow              |
| 21. | 5 marca 2014      | Sugarloaf          | Snowcross   | Jenna Feldman     | Meghan Tierney              | Tayler Wilton               |
| 22. | 6 marca 2014      | Sugarloaf          | Snowcross   | Rosina Mancari    | Shayna Goodwin              | Meghan Tierney              |
| 23. | 12 marca 2014     | Mont-Tremblant     | PGS         | Caroline Calvé    | Marianne Leeson             | Jeong Hae-rim               |
| 24. | 13 marca 2014     | Mont-Tremblant     | PSL         | Ariane Lavigne    | Caroline Calvé              | Jeong Hae-rim               |
| 25. | 16 marca 2014     | Beaver Valley      | Snowcross   | Meghan Tierney    | Laurence Beaudry-Lafreniere | Tayler Wilton               |
| 26. | 17 marca 2014     | Beaver Valley      | Snowcross   | Meghan Tierney    | Katie Anderson              | Laurence Beaudry-Lafreniere |
| 27. | 22 marca 2014     | Mount Hood Meadows | Snowcross   | Alyssa Dolgin     | Katie Anderson              | Rosina Mancari              |
| 28. | 23 marca 2014     | Mount Hood Meadows | Snowcross   | Katie Anderson    | Tayler Wilton               | Shayna Goodwin              |
| 29. | 6 kwietnia 2014   | Big White          | Snowcross   |                   |                             |                             |

### Klasyfikacje
| Lp. | Zawodnik | Punkty |
| --- | -------- | ------ |
| 1.  |          |        |
| 2.  |          |        |
| 3.  |          |        |
| 4.  |          |        |
| 5.  |          |        |
| 6.  |          |        |
| 7.  |          |        |
| 8.  |          |        |
| 9.  |          |        |
| 10. |          |        |

| Lp. | Zawodnik | Punkty |
| --- | -------- | ------ |
| 1.  |          |        |
| 2.  |          |        |
| 3.  |          |        |
| 4.  |          |        |
| 5.  |          |        |
| 6.  |          |        |
| 7.  |          |        |
| 8.  |          |        |
| 9.  |          |        |
| 10. |          |        |